# تپه گرد دریاس
تپه گرد دریاس مربوط به دوران پیش از تاریخ ایران باستان است و در غرب مه‌آباد (فیروزکوه) واقع شده و این اثر در تاریخ ۱۶ دی ۱۳۴۵ با شمارهٔ ثبت ۶۰۸ به‌عنوان یکی از آثار ملی ایران به ثبت رسیده است.